# Quilaco
Quilaco is een gemeente in de Chileense provincie Biobío in de regio Biobío. Quilaco telde 3.988 inwoners in 2017 en heeft een oppervlakte van 1124 km².